# Võ Ninh
Võ Ninh là một xã cũ thuộc huyện Quảng Ninh, tỉnh Quảng Bình, Việt Nam.

## Địa lý
Xã Võ Ninh nằm ở phía đông bắc huyện Quảng Ninh, có vị trí địa lý:
- Phía đông giáp thành phố Đồng Hới và xã Hải Ninh
- Phía tây giáp thị trấn Quán Hàu và các xã Lương Ninh, Vĩnh Ninh, Hàm Ninh, Duy Ninh
- Phía nam giáp xã Gia Ninh
- Phía bắc giáp thành phố Đồng Hới.

Xã Võ Ninh có diện tích 21,73 km², dân số năm 2019 là 8.693 người, mật độ dân số đạt 400 người/km².

## Lịch sử
Ngày 16 tháng 6 năm 2025, Ủy ban Thường vụ Quốc hội ban hành Nghị quyết số 1680/NQ-UBTVQH15 về việc sắp xếp các đơn vị hành chính cấp xã của tỉnh Quảng Trị năm 2025. Theo đó, sắp xếp toàn bộ diện tích tự nhiên, quy mô dân số của thị trấn Quán Hàu, xã Vĩnh Ninh, xã Võ Ninh, xã Hàm Ninh thành xã mới có tên gọi là xã Quảng Ninh.

## Hành chính
Xã Võ Ninh được chia thành 6 thôn: Tiền, Thượng Hậu, Trung, Hà Thiệp, Trúc Ly, Tây.

## Kinh tế
Kinh tế chủ yếu là nông nghiệp, ngư nghiệp và tiểu thủ công nghiệp.

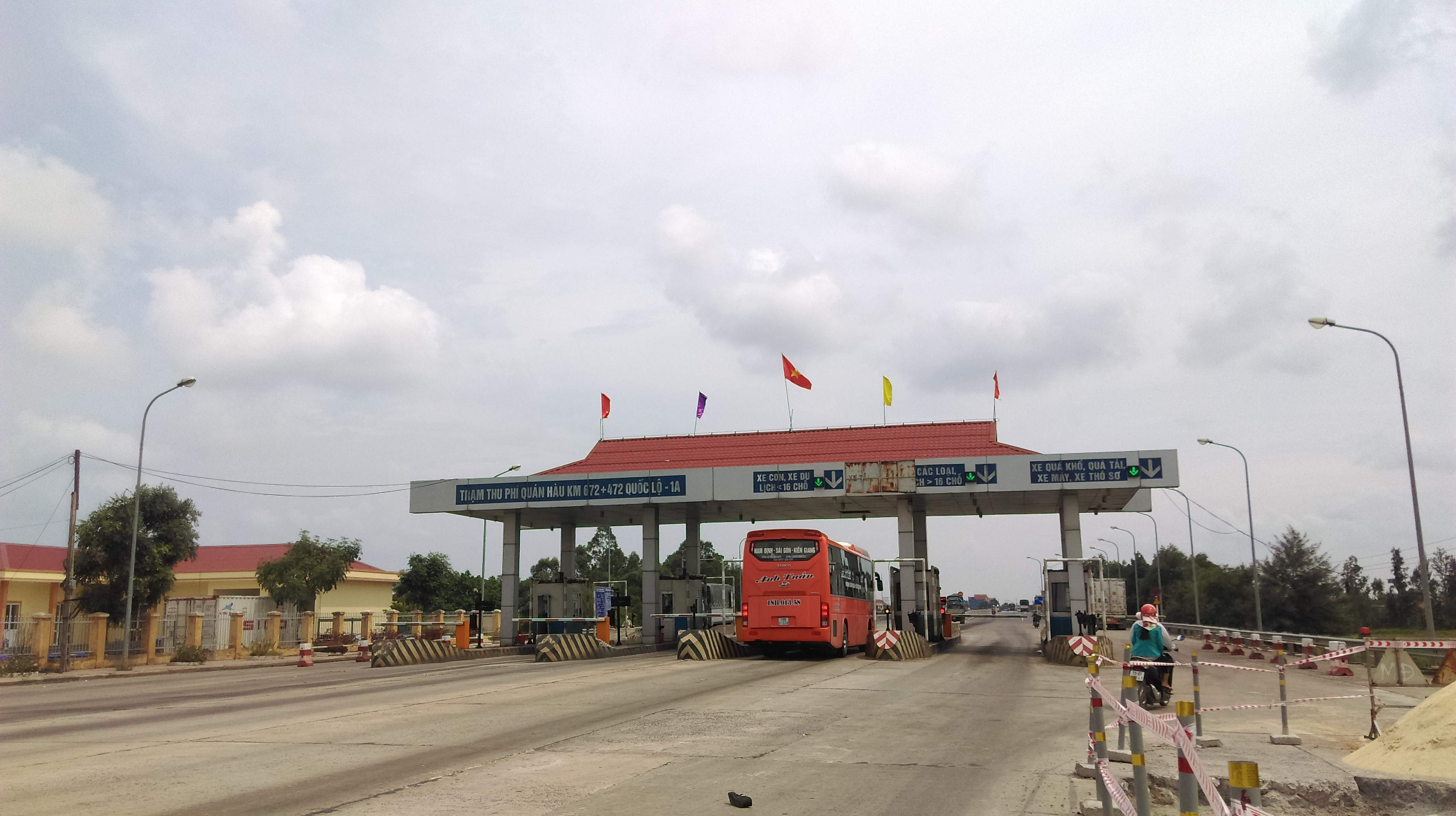
Trạm Thu phí Quán Hàu